# Jarosław Zygmunt
Jarosław Roman Zygmunt (ur. 28 sierpnia 1961 w Lublinie) – oficer Marynarki Wojennej w stopniu wojskowym kontradmirała, magister inżynier nawigator, dyplomowany oficer pokładowy okrętów rakietowych, w latach 1999-2003 dowódca dywizjonów okrętów rakietowych, następnie komendant Portu Wojennego Gdynia oraz szef Centrum Wsparcia Dowództwa Operacyjnego Sił Zbrojnych, od 2009 zastępca szefa Sztabu Marynarki Wojennej, od 01.04.2014 dowódca 8 Flotylli Obrony Wybrzeża odznaczony m.in. Krzyżem Kawalerskim Orderu Odrodzenia Polski.

## Wykształcenie
Jarosław Roman Zygmunt urodził się 28 sierpnia 1961 roku w Lublinie, gdzie ukończył III Liceum Ogólnokształcące im. Unii Lubelskiej. W latach 1979–1984 studiował na Wydziale Nawigacji i Uzbrojenia Okrętowego w Wyższej Szkole Marynarki Wojennej im. Bohaterów Westerplatte w Gdyni. W 1983 roku otrzymał promocję oficerską, a rok później tytuł zawodowy magistra inżyniera nawigatora. Jest również absolwentem Podyplomowych Studiów Operacyjno-Taktycznych w Akademii Marynarki Wojennej w Gdyni (1992), Podyplomowych Studiów Operacyjno-Logistycznych w Akademii Obrony Narodowej w Warszawie (2003) oraz Podyplomowych Studiów Polityki Obronnej w Akademii Obrony Narodowej w Warszawie (2007).

## Służba wojskowa
Na pierwsze stanowisko służbowe – zastępcy dowódcy kutra torpedowego projektu 664 ORP „Sprawny” – został skierowany do 1 dywizjonu kutrów rakietowo torpedowych 3 Flotylli Okrętów w Gdyni. W 1986 roku w tej jednostce wojskowej objął funkcję zastępcy dowódcy okrętu na ORP „Władysławowo”, kutrze rakietowym projektu 205, natomiast od 1987 do 1993 roku dowodził bliźniaczym ORP „Świnoujście”.
Następnie kontynuował służbę w dowództwie 1 dywizjonu okrętów rakietowych, początkowo jako szef sztabu – zastępca dowódcy, a od 1999 roku na stanowisku dowódcy. W związku z reorganizacją sił 3 Flotylli Okrętów, jeszcze w 1999 roku został pierwszym dowódcą 31 dywizjonu okrętów rakietowych. Od 2003 roku był Komendantem Portu Wojennego Gdynia. Z dniem 3 lipca 2007 roku wyznaczono go szefem Centrum Wsparcia Dowództwa Operacyjnego Sił Zbrojnych w Warszawie. W dniu 17 listopada 2009 objął obowiązki na nowym stanowisku – zastępcy szefa Sztabu Marynarki Wojennej.
Od września 2013 r. do rozformowania Dowództwa Marynarki Wojennej tj.31 grudnia 2013 roku pełnił obowiązki Szefa Sztabu – z-cy dowódcy MW.
Z dniem 01 kwietnia 2014 roku wyznaczony decyzją ministra obrony na stanowisko dowódcy 8 Flotylli Obrony Wybrzeża w Świnoujściu.Obowiązki objął 04 kwietnia 2014 roku. Zakończył zawodową służbę wojskową 30 kwietnia 2016 i został przeniesiony do rezerwy.

## Awanse
- podporucznik marynarki – 1983
- porucznik marynarki – 1986
- kapitan marynarki – 1989
- komandor podporucznik – 1994
- komandor porucznik – 1999
- komandor – 2003
- kontradmirał – 2007[5]

## Odznaczenia
- Krzyż Kawalerski Orderu Odrodzenia Polski – 2010[6]
- Srebrny Krzyż Zasługi
- Brązowy Krzyż Zasługi
- Morski Krzyż Zasługi
- Złoty Medal za Długoletnią Służbę
- Złoty Medal "Siły Zbrojne w Służbie Ojczyzny"
- Srebrny Medal "Siły Zbrojne w Służbie Ojczyzny"
- Brązowy Medal "Siły Zbrojne w Służbie Ojczyzny"
- Złoty Medal "Za zasługi dla obronności kraju"
- Srebrny Medal "Za zasługi dla obronności kraju"
- Brązowy Medal "Za zasługi dla obronności kraju"
- Złoty Medal za Zasługi dla Policji
- Medal "Pro Patria"
- Krzyż Jubileuszowy 95 lat Związku Inwalidów Wojennych RP
- Srebrna Odznaka "Za zasługi dla Związku Żołnierzy WP"
- Medal Błogosławionego ks. Jerzego Popiełuszki
- Medal „W służbie Bogu i Ojczyźnie”

## Życie prywatne
Jest żonaty, ma syna i córkę. Interesuje się historią, marynistyką i literaturą sensacyjną.